# Asociación de Colonos de Tepeyac
Asociación de Colonos de Tepeyac är en ort i Mexiko.   Den ligger i kommunen Temixco och delstaten Morelos, i den sydöstra delen av landet, 70 km söder om huvudstaden Mexico City. Asociación de Colonos de Tepeyac ligger 1 315 meter över havet och antalet invånare är 188.
Terrängen runt Asociación de Colonos de Tepeyac är kuperad västerut, men österut är den platt. Runt Asociación de Colonos de Tepeyac är det mycket tätbefolkat, med 1 517 invånare per kvadratkilometer. Närmaste större samhälle är Cuernavaca, 8,4 km norr om Asociación de Colonos de Tepeyac. I omgivningarna runt Asociación de Colonos de Tepeyac växer huvudsakligen savannskog.